# AS Trikala 2000 BC
Athlitikos Syllogos Trikala 2000 KAE, o AS Trikala 2000 BC (en griego: Α.Σ. Τρίκαλα 2000), es un equipo de baloncesto griego con sede en Trikala, que disputa la competición de la A1 Ethniki. Disputa sus partidos en el Trikala Indoor Hall, con capacidad para 2.000 espectadores.

## Historia
La Asociación Atlética de Trikala 2000' se creó en septiembre de 1999, fruto de la unión de dos equipos de la ciudad, el Danaos y el Sporting. Desde su creación, su ascenso ha sido meteórico: en 2002 alcanzaron la División B, ascendiendo a la A2 Ethniki en 2006, para dos años más tarde ganar la competición y ascender a la A1 Ethniki.
En su primera temporada en la máxima categoría sufrió hasta el final, consiguiendo la permanencia en la última jornada de competición.

## Palmarés
Campeón de la A2 Ethniki (2008)

## Jugadores destacados
- Nikos Kaklamanos
- Prodromos Nikolaidis
- Dimitris Bogdanos
- Mark Dickel
- - Jelani Gardner
- William Avery
- A.J. Abrams
- Kasib Powell